# Pseudima
Pseudima es un género con tres especies de plantas de flores perteneciente a la familia Sapindaceae. 

## Especies seleccionadas
- Pseudima costaricensis
- Pseudima frutescens
- Pseudima pallidum